# Гуттенберг, Стив
Сти́вен Ро́берт «Стив» Гу́ттенберг (англ. Steven Robert Steve Guttenberg; род. 24 августа 1958, Бруклин, Нью-Йорк, США) — американский актёр, продюсер, сценарист и режиссёр. Стал известным в 1980-х, после серии главных ролей в голливудских фильмах, включая «Кокон», «Трое мужчин и маленькая леди», «Полицейская академия» (сержант Махоуни) и «Короткое замыкание».

## Биография
Родился в Бруклине, вырос во Флашинге, Квинсе, а затем в Массапекуе. Мать — Энн Айрис Ньюмэн, ассистент хирурга, отец — Джером Стэнли Гуттенберг, инженер-электрик. Стив получил еврейское воспитание. Окончил Джульярдскую школу, затем учился в Государственном университете Нью-Йорка и Университете штата Калифорнии в Лос-Анджелесе.
Стив Гуттенберг имеет именную звезду на аллее славы в Голливуде по адресу: Голливудский бульвар, 6411.

## Карьера
Ещё во время учёбы в Джульярде Стив получил роль в постановке пьесы «Лев зимой». Первое появление Стива на ТВ-экране состоялось в 1976 году в рекламном ролике KFC, а дебютом актёра в полнометражном кино стал фильм «Мальчики из Бразилии» (1978), в котором также сыграли Лоренс Оливье и Грегори Пек.
За время своей карьеры Гуттенберг был актёром, режиссером, сценаристом и продюсером. Его производственная компания, Mr. Kirby Productions, названа в честь Джеральда Дж. Кирби, его школьного учителя драмы.
Прорывом для актёра стал выход в 1984 году комедии «Полицейская академия» (вскоре были сняты 3 продолжения картины). В 1985 году состоялась мировая премьера фантастического фильма «Кокон», в котором Стив исполнил роль капитана Джека Боннера, а в 1986 году — фантастической комедии «Короткое замыкание» со Стивом в роли доктора Ньютона Кросби.
В 1987 году можно было увидеть актёра в комедии «Трое мужчин и младенец» (спустя три года выйдет её продолжение), а в 1988 — в фильме «Кокон: Возвращение».
В период с 1995 по 2005 год актёр продолжает сниматься в картинах, позже ставших культовыми для семейной аудитории: «Двое: Я и моя тень» и «Зевс и Роксана». В 2015 году исполнил главную роль в телевизионном фильме-катастрофе «Лавалантула», а в 2017 году снялся в сериале «Игроки».
В 2020 году Гуттенберг снялся в комедии Вуди Аллена «Фестиваль Рифкина», в которой сыграл роль брата главного героя (в исполнении Уоллеса Шона). В картине также сыграли Джина Гершон, Луи Гаррель и Кристоф Вальц. Сюжет ленты разворачивается на кинофестивале в Сан-Себастьяне.

## Избранная фильмография
| Год       |    | Русское название                          | Оригинальное название                    | Роль                  |
| --------- | -- | ----------------------------------------- | ---------------------------------------- | --------------------- |
| 1979      | с  | Семья                                     | Family                                   | Филип                 |
| 1979      | ф  | Игроки                                    | Players                                  | Расти                 |
| 1980      | ф  | Музыку не остановить                      | Can’t Stop The Music                     | Джек Морелл           |
| 1982      | ф  | Забегаловка                               | Diner                                    | Эдвард Симмонс        |
| 1983      | тф | На следующий день                         | The Day After                            | Стивен Клайн          |
| 1984      | ф  | Полицейская академия                      | Police Academy                           | Кэри Махоуни          |
| 1985      | ф  | Полицейская академия 2: Их первое задание | Police Academy 2: Their First Assignment | Кэри Махоуни          |
| 1985      | ф  | Кокон                                     | Cocoon                                   | Джек Боннер           |
| 1986      | ф  | Полицейская академия 3: Переподготовка    | Police Academy 3: Back In Training       | Кэри Махоуни          |
| 1986      | ф  | Короткое замыкание                        | Short Circuit                            | Ньютон Кросби         |
| 1987      | ф  | Полицейская академия 4: Граждане в дозоре | Police Academy 4: Citizens on Patrol     | Кэри Махоуни          |
| 1987      | ф  | Амазонки на Луне                          | Amazon Women on the Moon                 | Джерри                |
| 1987      | ф  | Сдавайтесь                                | Surrender                                | Марти                 |
| 1987      | ф  | Окно спальни                              | The Bedroom Window                       | Терри Ламберт         |
| 1987      | ф  | Трое мужчин и младенец                    | Three Men and a Baby                     | Майкл                 |
| 1988      | ф  | Высшие духи                               | High Spirits                             | Джек                  |
| 1988      | ф  | Кокон: Возвращение                        | Cocoon: The Return                       | Джек Боннер           |
| 1990      | ф  | Не говори ей, что это я                   | Don’t Tell Her It’s Me                   | Гас Кубичек           |
| 1990      | ф  | Трое мужчин и маленькая леди              | Three Men and a Little Lady              | Майкл                 |
| 1995      | ф  | Азбука футбола                            | The Big Green                            | шериф Том Палмер      |
| 1995      | ф  | Домой на праздники                        | Home For The Holidays                    | Уолтер Уэдман         |
| 1995      | ф  | Двое: Я и моя тень                        | It Takes Two                             | Роджер Кэллоуэй       |
| 1997      | ф  | Зевс и Роксана                            | Zeus and Roxanne                         | Терри Барнет          |
| 1997      | ф  | Каспер: Начало                            | Casper: A Spirited Beginning             | Тим Карсон            |
| 1997      | тф | Башня ужаса                               | Tower of Terror                          | Баззи Крокер          |
| 2004      | мс | Ракетная мощь                             | Rocket Power                             | Билли Джо             |
| 2005—2006 | с  | Вероника Марс                             | Veronika Mars                            | Вуди Гудман           |
| 2006      | ф  | Телефонная будка в Мохаве                 | Mojave Phone Booth                       | Барри                 |
| 2007      | с  | Закон и порядок: Преступное намерение     | Law & Order: Criminal Intent             | Клэй Даррен-старший   |
| 2008      | ф  | Кинозвезда в погонах                      | Private Valentine: Blonde & Dangerous    | Сидни Грин            |
| 2009      | ф  | Радуга Шэннон                             | Shannon’s Rainbow                        | Эд                    |
| 2010      | с  | Мастера вечеринок                         | Party Down                               | в роли самого себя    |
| 2015      | с  | Сыны свободы                              | Sons of Liberty                          | Джек Боннер           |
| 2015      | с  | Сообщество                                | Community                                | Мори                  |
| 2015      | с  | Тайны Лоры                                | The Mysteries of Laura                   | в роли самого себя    |
| 2015      | тф | Лавалантула                               | Lavalantula                              | Колтон Уэст           |
| 2016      | тф | Акулий торнадо 4: Пробуждение             | Sharknado: The 4th Awakens               | Колтон                |
| 2017      | с  | Игроки                                    | Ballers                                  | Уэйн Хастингс-старший |
| 2019      | с  | Обученные                                 | Schooled                                 | доктор Катман         |
| 2019      | ф  | Ночь в осаде                              | Trauma Center                            | доктор Джонс          |
| 2019—2020 | с  | Голдберги                                 | The Goldbergs                            | доктор Катман         |
| 2020      | с  | Навстречу тьме                            | Into the Dark                            | Дон                   |
| 2020      | ф  | Фестиваль Рифкина                         | Rifkin’s Fistival                        | Джейк                 |
| 2020      | ф  | Прирождённый убийца                       | Original Gangster                        | Жан Батист            |